# Flora Tristan
Flora Tristan, celým jménem Flora Célestine Thérèse Henriette Tristán y Moscoso (7. dubna 1803 Paříž – 14. listopadu 1844 Bordeaux), byla francouzská spisovatelka a publicistka peruánského původu, zabývající se emancipací žen a sociálními otázkami. Jejím vnukem byl Paul Gauguin.
Byla dcerou peruánského aristokrata, sňatek jejích rodičů však nebyl ve Francii uznán za legitimní a proto neměla nárok na dědictví. Z existenčních důvodů se v sedmnácti letech provdala za rytce André Chazala, s nímž měla tři děti. V roce 1825 od manžela uprchla, cestovala a střídala různá zaměstnání. Zemřela ve věku 41 let na břišní tyfus.
Ve svých knihách se zasazovala za ženskou rovnoprávnost včetně nároku na rozvod, byla odpůrkyní trestu smrti, požadovala vzdělání a zdravotní péči pro nemajetné vrstvy. Její myšlenka, že dělníci potřebují k prosazení svých zájmů jednotnou organizaci, ovlivnila zrod marxismu.
Česky vyšla její kniha Toulky po Londýně (SNKLHU 1953).
Mario Vargas Llosa popsal její životní osudy v románu Ráj je až za rohem.